# روجر كيتينغ
روجر كيتينغ (بالإنجليزية: Roger Keating)‏ هو مطور ألعاب فيديو أسترالي، ولد في 1951.

## رابط خارجي
- SSG Website, last updated in 2010